# 매켄지 애스틴
매켄지 애스틴(영어: Mackenzie Astin, 1973년 5월 12일 ~ )은 미국의 배우이다.
로스앤젤레스에서 태어났다.

## 출연 작품
- 더 오너 팜 (2017년)
- 테 아타 (2016년)
- 두 유 테이크 디스 맨 (2016년)
- 웰컴 투 더 맨즈 그룹 (2016년)
- 대디 (2015년)
- 모멘츠 오브 클래러티 (2015년)
- 윈저 (2015년)
- 더 베터 하프 (2013년) - 존 역
- Lonely Boy (2013)
- 더 파이널 시즌 (2007년)
- 오프 더 립 (2004년)
- 하우 투 딜 (2003년)
- 더 먼스 오브 어거스트 (2002년) - 닉 역
- 메이킹 베이비 (1999년)
- 소설보다 더 이상한 이야기 (1999년)
- 디스코의 마지막 날 (1998년) - 지미 스테인웨이 역
- 잠들 수 없는 밤 (1996년)
- 애정의 조건 2 (1996년)
- 러브 앤 워 (1996년) - 헨리 역
- 위도우 키스 (1994년)
- 늑대 개 (1994년)
- 와이어트 어프 (1994년)
- 가비지 페일 키즈 무비 (1987년)
- 내 사랑 지니 (1985년)

### 텔레비전
- 호텔 - 시리즈 (1983년)